# Château de Loburg
Le château de Loburg (Loburger Burg) est un petit château allemand avec un donjon roman situé à Loburg dans l'arrondissement du Pays-de-Jerichow (Saxe-Anhalt). Il est entouré de bâtiments des XVIIIe et XIXe siècles, et de petits remparts. Les ruines d'un monastère du XIIe siècle se trouvent à proximité.

## Historique
Le château se trouve sur le site d'un ancien castrum slave païen du VIIIe siècle qui appartenait au gau de Moroszani, défait par Henri l'Oiseleur en 928-929. L'empereur Otton Ier en fait don à l'abbaye Saint-Maurice pour défendre la région, en 965, et l'on construit une petite fortification. L'archevêque de Magdebourg le donne au comte Wiprecht von Groitzsch (1050-1124) en 1114 qui deviendra margrave de Meissen et margrave de la Marche de l'Est saxonne. Loburg, qui se nommait Priborn en slave, est mentionné pour la première fois en 1292, comme simplement Burg (expressis verbis). Le château est reconstruit entre 1162 et 1200.
C'est au XIVe siècle que les seigneurs de Santersleben construisent les remparts actuels. Ils sont burgraves de Loburg et sont au service de l'archevêque de Magdebourg. Le château est ensuite délaissé, et en ruines à l'époque de la Réforme, lorsqu'il est acheté par adjudication par la famille Mandelsloh en 1609, mais il est inhabitable.
Le château et ses terres deviennent possession  de l'Électorat de Brandebourg en 1680 et des bâtiments sont construits, près des ruines médiévales qui servent de carrière. Le corps de bâtiment d'entrée est restauré autour de 1720 et l'on construit au-dessus d'anciennes caves voûtées un logis domanial, ainsi que des petits communs. Friedrich August von Wulffen en est propriétaire en 1831. Il reconstruit le logis seigneurial et restaure le bâtiment d'entrée. Le tout est restauré en 1870 et loué au baron von Plathow.